# 美國隊長 (1990年電影)
《美国队长》（英語：Captain America）是一部由美国和南斯拉夫拍摄的1990年超级英雄电影，由亞伯特·派努执导，由Stephen Tolkin和Lawrence Block编写剧本。这部电影由同名漫画的几个故事改编，该电影讲述美国队长在第二次世界大战期间与红骷髅战斗后被冻结在冰层中，随后复活并从一个不喜欢美国总统环保政策的犯罪家族的手中救出美国总统。
台灣曾以《閃電威龍》片名，於1992年7月4日於院線上映，而近年於有線電影頻道HBO播出時，片名則改譯為《雷霆戰將》。

## 演員
- 麥特·沙林傑（英语：Matt Salinger） 飾 史蒂夫·羅傑斯 / 美國隊長[6]
- Ronny Cox（英语：Ronny Cox） 飾 President Thomas "Tom" Kimball
  - Garrette Ratliffe 飾 young Tom
- Scott Paulin（英语：Scott Paulin） 飾 Tadzio de Santis / 紅骷髏
  - Massimilio Massimi 飾 young Tadzio
- 內德·比提（英语：Ned Beatty） 飾 Sam Kolawetz
- 達倫·麥克加文（英语：Darren McGavin） 飾 General Fleming
  - Bill Mumy 飾 young Fleming
- 法蘭茜絲卡·內莉（英语：Francesca Neri） 飾 Valentina de Santis（英语：Sin (Marvel Comics)）
- 麥可·諾瑞（英语：Michael Nouri） 飾 Lt. Col. Louis
- Kim Gillingham 飾 Bernice Stewart / 雪倫·卡特
- 梅林達·狄龍 飾 Mrs. Rogers
- Carla Cassola（英语：Carla Cassola） 飾 Dr. Maria Vaselli
- Wayde Preston（英语：Wayde Preston） 飾 Jack